# Liliana Ronchetti
Liliana Ronchetti (ur. 15 września 1927 w Como, zm. 4 lutego 1974) – włoska koszykarka występująca na pozycji rozgrywającej.
W latach 1950–1952 jej zespół Società Ginnastica Comense nie doznał ani jednej porażki.
Podczas jednego ze spotkań w barwach Società Ginnastica Comense zdobyła 51 punktów. Wynik ten jest nadal rekordem ligi włoskiej.
Rok po zakończeniu kariery w wieku 45 lat, nieoczekiwanie zmarła. W 1974 roku Federacja FIBA stworzyła rozgrywki jej imienia – Puchar Ronchetti.

## Osiągnięcia
Na podstawie, o ile nie zaznaczono inaczej.
Drużynowe
- Mistrzyni:
  - Włoch (1950, 1951, 1952, 1953)
  - Szwajcarii (1967, 1968, 1969)
- Wicemistrzyni Włoch (1954, 1956, 1963)
- Brązowa medalistka mistrzostw Włoch (1964, 1965)

Indywidualne
- Wybrana do Galerii Sław FIBA (2007)
- 4-krotna liderka strzelczyń ligi włoskiej (1952, 1953, 1954, 1960)

Reprezentacja
- Uczestniczka mistrzostw Europy (1952 – 6. miejsce, 1954 – 7. miejsce, 1956 – 6. miejsce, 1960 – 7. miejsce, 1962 – 9. miejsce)